# Stanno tutti bene
Stanno tutti bene is een Frans-Italiaanse film van Giuseppe Tornatore die werd uitgebracht in 1990.

## Samenvatting
Een gepensioneerde weduwnaar van Siciliaanse afkomst woont in het zuiden van Italië. Hij leeft wat vereenzaamd na het overlijden van zijn vrouw. Hij beseft dat hij zich vroeger niet voldoende heeft beziggehouden met de opvoeding van zijn vijf kinderen. Die lijken hem nu eigenlijk vergeten te zijn. Wanneer hij hen uitnodigt om een deel van hun zomervakantie bij hem door te brengen hebben ze allemaal een goede reden om niet op zijn voorstel in te gaan. Daarom besluit hij hen zelf op te zoeken. Ze wonen in het meer bedrijvige noorden van Italië en hebben het erg druk met het uitbouwen van hun carrière. Ze zitten niet echt op hun vader te wachten. Als hij bij hen aanklopt zitten ze allemaal een beetje in hun maag met hem. Hij stelt ter plaatse eveneens vast dat de lovende bewoordingen waarmee ze aan de telefoon met hun moeder over hun leven in het rijkere noorden spraken niet overeenstemmen met de werkelijkheid.

## Rolverdeling
| Acteur               | Personage                   |
| -------------------- | --------------------------- |
| Marcello Mastroianni | Matteo Scuro                |
| Michèle Morgan       | de vrouw in de trein        |
| Valeria Cavalli      | Tosca                       |
| Marino Cenna         | Canio                       |
| Norma Martelli       | Norma                       |
| Roberto Nobile       | Guillaume                   |
| Salvatore Cascio     | Alvaro als kind             |
| Leo Gullotta         | de gewapende man op het dak |
| Antonella Attili     | de moeder van Matteo        |
| Jacques Perrin       | Alvaro als volwassene       |

## Prijzen
- 1990 : Prijs van de Oecumenische Jury op het Filmfestival van Cannes
- 1991 : Premi David di Donatello voor beste musicus (Ennio Morricone)
- 1991 : Nastro d'Argento voor beste origineel verhaal (Giuseppe Tornatore)